# Лојдминстер
Лојдминстер (енгл. Lloydminster) је град у Канади смештен на самој граници између преријских провинција Алберта и Саскачеван. За разлику од већине градова који су у таквим случајевима организовани као двојна насеља истог имена, Лојдминстер је град са јединственом градском управом. Град је под двојном управом обе провинције. Граница између две провинције иде 50. авенијом кроз центар града.
У вези са рачунањем времена занимљиво је да у Саскачевану не постоји летње рачунање времена, за разлику од Алберте, те стога да би се избегле разлике у рачунању времена у граду се користе правила која важе у Алберти, изузев у време избора када се трајање бирачког дана рачуна по времену у Саскачевану.

## Историја
Насеље су основали британски имигранти 1903. а име је добило по англиканском свештенику Џорџу Лојду. У моменту настанка град је био део Северозападних територија, а формирањем провинција Алберта и Саскачеван 1905. када је одређено да граница између њих иде 110. меридијаном град је подељен на два дела. Иако су становници петицијом тражили да се изврши ревизија граница и да град у целости остане у Саскачевану, њихове тежње нису прихваћене тако да је град наредних 25 година функционисао као двојно насеље са посебним администрацијама. Владе обе провинције су 1930. одлучиле да се град уједини у једну целину под заједничком управом обе провинције. Лојдминстер је 1958. добио статус града у обе провинције.
Занимљиво је да је град основан као утопијско насеље у којем ће да се пропагирају само морлане вредности, те стога у првим годинама његовог постојања продавање и конзумирање алкохола је било строго забрањено.

## Клима
Лојдминстер лежи у прелазној зони између семиаридне (по кепеновој класификацији климата Bsk) и умереноконтиненталне климе (ККК Dfb) са дугим, хладним и доста сувим зимама те са кратким, топлим и умерено влажним летима. Годишњи просек падавина је око 408 мм са максимумом током летњих месеци.

## Демографија
Према резултатима пописа из 2011. у граду је живело 27.804 становника или 15,7% више у односу на стање из 2006. када је регистровано 24.000 становника. Од тог броја 18.032 становника живе на територији Алберте, а остатак у саскачеванском делу града.
Око 94% становника матерњим језиком сматра енглески, а за око 1,5% то је француски. У граду живе и заједнице Немаца, Украјинаца, Кри Индијанаца, Шпанаца и Кинеза.
| 1996.  | 2001.  | 2006.  | 2011.  | 2016.  |
| ------ | ------ | ------ | ------ | ------ |
| 18.953 | 20.988 | 24.028 | 27.804 | 31.410 |

## Привреда
Привреда града почива на нафтној индустрији а у близини је изграђена и рафинерија нафте. Важна делатност је и пољопривреда, иако су због бројних нафтних бушотина у последње време многе оранице претворене у индутријско земљиште.